# Sport en République démocratique allemande

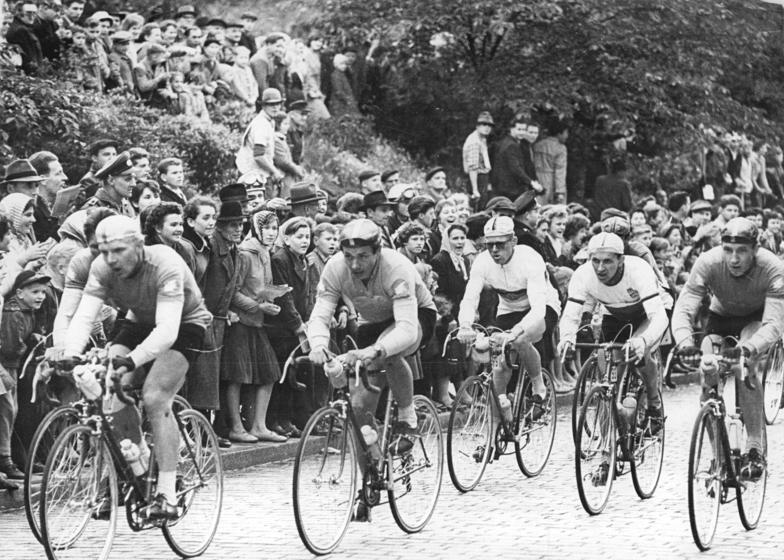
La Course de la Paix traverse également la RDA à partir de 1952 et suscite un grand intérêt de la part du public et des médias.

Les excellents résultats de la RDA en sport de compétition lui valent une réputation internationale. En RDA, les associations et clubs sportifs proposent, pour la plupart, une adhésion gratuite ou presque. C'est le cas des communautés sportives corporatives (Betriebsportgemeinschaften ou BSG), des communautés sportives (Sportgemeinschaften ou SG) et des communautés sportives scolaires (Schulsportgemeinschaften ou SSG). On trouve aussi des communautés et des clubs de sports mécaniques affiliés à l'Association générale consacrée aux Sports mécaniques (Allgemeine Deutsche Motorsport Verband ou ADMV), des clubs d'entraînement paramilitaire regroupés dans la Société pour le Sport et la Technique (Gesellschaft für Sport und Technik ou GST), beaucoup d’écoles consacrées au sport de compétition, et même une école supérieure pour la culture physique (Deutsche Hochschule für Körperkultur ou DHfK) à Leipzig.

## Sport scolaire et populaire

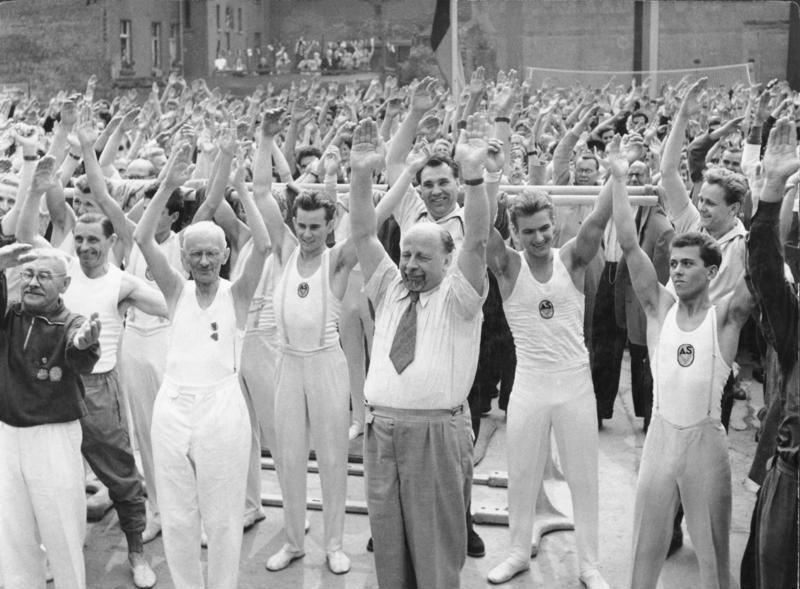
Walter Ulbricht à la troisième Fête du sport et de la gymnastique à Leipzig, 1959

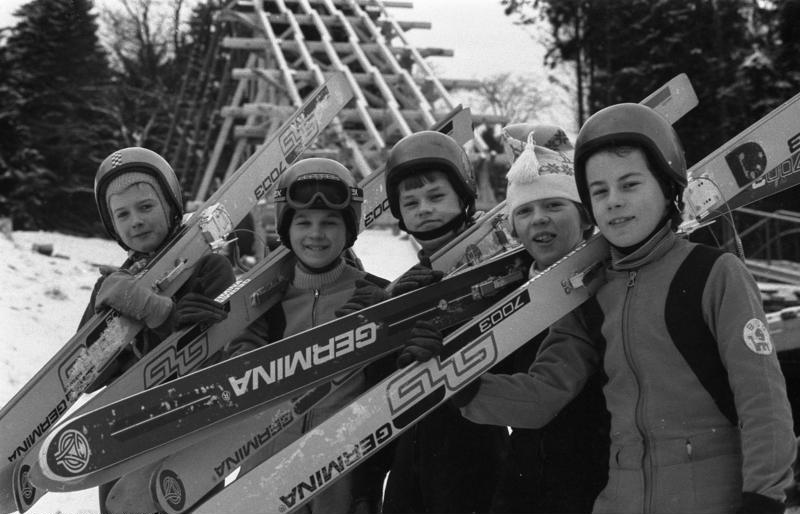
Épreuve de combiné nordique aux 9e Spartakiade pour enfants et adolescents à Oberhof, 1983

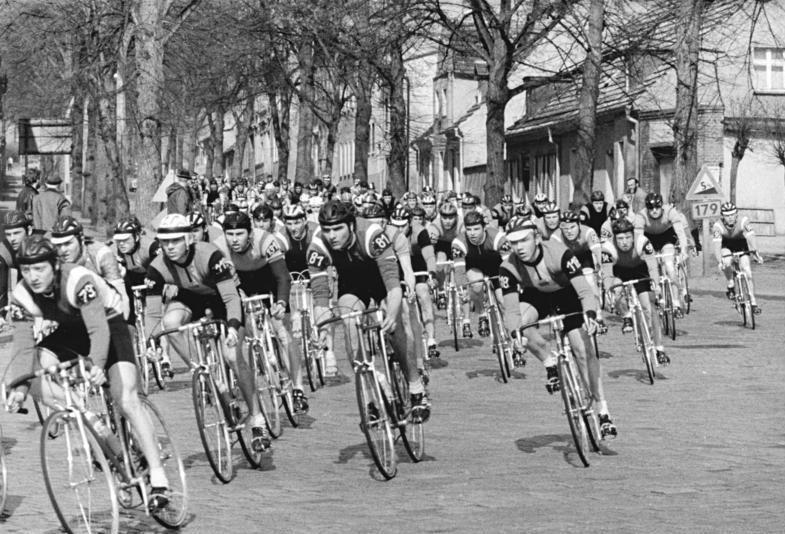
Course cycliste Berlin-Leipzig, 1988

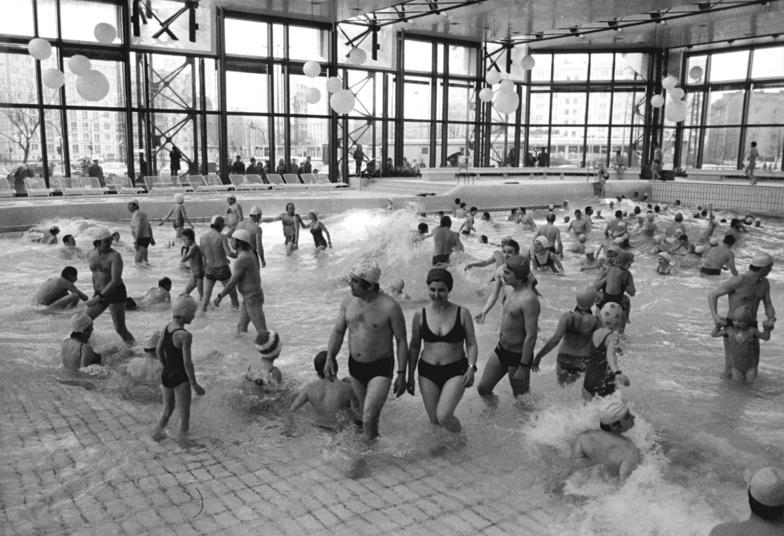
Piscine à vagues du SEZ, un centre destiné au sport et à la détente, Berlin, 1981

Le sport amateur jouit d’une image éminemment positive en RDA. La promotion de la culture physique, ainsi que des sports scolaires et populaires, est d'ailleurs consacrée par les constitutions de l’Allemagne de l’Est. Dans cette optique, le droit du travail est-allemand prévoit de ménager du temps pour les travailleurs afin qu'ils puissent participer à la préparation et au déroulement d’événements sportifs, pour autant qu’il ne leur soit pas possible de le faire en dehors du temps de travail. De plus, les accidents liés à une pratique sportive sont mis sur le même plan juridique que les accidents du travail. L’utilisation de locaux sportifs est gratuite pour les communautés sportives.
Le gouvernement de la RDA tente de renouer avec la tradition allemande du mouvement sportif ouvrier. Walter Ulbricht, chef d’État est-allemand, applique lui-même le slogan de 1959 selon lequel il est primordial de pratiquer une activité sportive une fois par semaine (« Jedermann an jedem Ort – einmal in der Woche Sport ») : il participe aux fêtes du sport ou encore se fait filmer par la télévision est-allemande en train de faire du ski ou de jouer au ping-pong.
La majeure partie des sportifs pratiquent leur activité, dans le cadre des communautés sportives corporatives (Betriebsportgemeinschaften) gérées par l'organe d'État est-allemand Deutscher Turn- und Sportbund (DTSB). C’est à l’entreprise de financer les activités de sa communauté (BSG). Chaque communauté est divisée en sections, chaque section est consacrée à une discipline sportive. L’adhésion à une BSG n’est pas liée au secteur de l’entreprise. On décide en effet librement de s’inscrire à l’une des disciplines proposées.
Malgré les divers moyens mis en place afin de promouvoir le sport amateur, ce domaine est soumis aux restrictions économiques du quotidien est-allemand. Le nombre de piscines, de gymnases et de terrains de sport, en partie en mauvais état, ne couvre pas les besoins de la RDA et reste inférieur à celui de la RFA. On assiste parfois à une pénurie de matériel d'entraînement et d’équipements sportifs. Les rares équipements sportifs ne sont accessibles que dans les communautés sportives et de façon relativement limitée. En 1989, on recense en RDA 262 stades, 1 175 terrains de sport, 3 924 gymnases, 2 139 salles de sport, 212 piscines couvertes, 1 449 piscines en plein air, 1 298 terrains de tennis et 1 800 bowlings.
En 1981, après deux ans de travaux, la ville de Berlin inaugure le Sport- und Erholungszentrum ou SEZ, un centre destiné au sport et à la détente. À l'époque, une telle structure impressionne le monde entier de par sa taille et sa polyvalence. Le SEZ devient une véritable attraction touristique. Il comprend notamment un complexe aquatique avec sept bassins, dont une piscine à vagues, ainsi que plusieurs salles de sport et polyvalentes, des pistes de bowling et des salles de gym.
Diverses compétitions sportives sont organisées à l’échelle des écoles, des comtés, des districts et des Länder. À partir de 1965, les Spartakiades, grandes compétitions pour enfants et adolescents, deviennent les compétitions les plus importantes de toutes. Sont représentés lors de ces jeux sportifs, non seulement les sports les plus répandus, mais aussi des disciplines non olympiques et plus marginales, telles que le fistball, le billard et l’équitation. Organisées par le Deutscher Turn- und Sportbund et la Jeunesse libre allemande, les Spartakiades se déroulent chaque année à l’échelle des municipalités et des comtés, ainsi que tous les deux ans à l’échelle des districts et au niveau national. En 1983, 997 000 enfants et adolescents prennent part aux jeux d’été des Spartakiades de comté et 30 600 aux jeux d’hiver. Ce système est étendu à d’autres groupes d’âge avec l’introduction des Bummispartakiaden, pour les 4-6 ans, et des Seniorenspartakiaden, pour les personnes âgées.
Les plus grandes entreprises organisent des fêtes du sport corporatif pour les employés et leurs familles, à l’occasion desquelles ils sont encore encouragés à pratiquer régulièrement une activité sportive. C'est l'athlétisme qui est le plus souvent à l'honneur lors de ces rassemblements mais, selon les circonstances, d’autres disciplines comme le bowling et le tir à l’arc sont proposées. Au niveau des comtés, on organise des fêtes du sport pour les travailleurs, autour de différentes disciplines, comprenant une phase éliminatoire.
La recherche de talents pour les sports de haut niveau aboutit à un système de détection très organisé qui recense presque toutes les écoles primaires et une partie des écoles maternelles. Ce système permet de trouver une discipline sportive adaptée à chaque enfant et dans laquelle il pourra obtenir les meilleurs résultats possibles.
À l’école, le cours de sport représente alors deux à trois heures par semaine. Le sport est également obligatoire dans l'enseignement supérieur.
Le sport enseigné à l’école comprend certains éléments militaires, comme le lancer de massue-F1, pour lequel on utilise des massues en forme de grenades. Conçus par la Société pour le Sport et la Technique (GST), les entraînements paramilitaires, les camps d’entraînement et les Spartakiades constituent une formation de pré-militarisation. La GST est spécialisée dans les sports dits "techniques", comme le sport mécanique. Elle donne souvent une occasion unique de pratiquer légalement certaines disciplines sportives telles que le vol à voile ou à moteur, le tir et la plongée.

### Incitation à la pratique sportive par les médias
Les médias de la RDA invitent et encouragent la population à pratiquer une activité sportive. On trouve par exemple l'émission de télévision quotidienne "Medizin nach Noten" (La médecine pas à pas) ou encore l'émission de radio hebdomadaire "Hehehe - Sport an der Spree" (Héhéhé, du sport au bord de la Spree) animée par Heinz Florian Oertel.
La presse écrite tente également d'inciter la population à pratiquer une activité physique plus régulière et plus saine. Une campagne nationale intitulée "Dein Herz dem Sport - Stark wie ein Baum" (Un cœur fort comme un arbre grâce au sport) a par exemple été lancée entre le printemps 1986 et l'été 1987. Les quotidiens du pays ont publié dans leurs pages trois arbres représentant respectivement la force, l'endurance et l'agilité. Il fallait à chaque arbre représentant une qualité, associer le nom des disciplines sportives correspondantes et renvoyer ses réponses. Près d'un demi million de lecteurs ont participé au jeu.
Pour les enfants, l'émission de télévision hebdomadaire "Mach mit, mach's nach, mach's besser" (Fais avec moi, fais comme moi, fais mieux que moi) animée par Gerhard Adolph, surnommé "Adi", est diffusée à partir de 1964. Dans cette émission, des équipes d'écoliers de différentes villes s'affrontent au cours de jeux. La série d'émissions est présentée comme un tournoi dans lequel les équipes s'opposent pour remporter la finale et tenter de gagner une coupe du Comité national olympique de la République démocratique allemande. Après la chute du mur, des équipes d'écoliers de l'Est et de l'Ouest s'affrontent et c'est bien souvent les écoliers de l'Est qui remportent ces compétitions haut la main. L'émission est diffusée jusqu'à l'arrêt de sa chaîne, la DFF, en 1991.

### Compétitions célèbres
En RDA, de nombreuses compétitions de sport amateur sont organisées et reconnues au niveau régional.
Au niveau national, les principales compétitions de sport amateur étaient, et parfois sont toujours :
- la course populaire GutsMuths
- la Course de la paix de Berlin (Berliner Friedenslauf)
- la "Kammlauf" (course des crêtes) de Mühlleithen
- la compétition "Stärkster Lehrling, Sportlichstes Mädchen" (littéralement : L'apprenti le plus fort et la fille la plus sportive)
- le "Tischtennisturnier der Tausende" (tournoi de tennis de table des mille)
- la "Freundschaftsgrenze" (course des crêtes à skis) à Johanngeorgenstadt
- le tournoi de volleyball "Ran ans Netz" (littéralement : Approche du filet)
- la randonnée cycliste "Erfurter Burgenfahrt" à Erfurt
- le challenge régional des équipes de communes de moins de 5 000 habitants

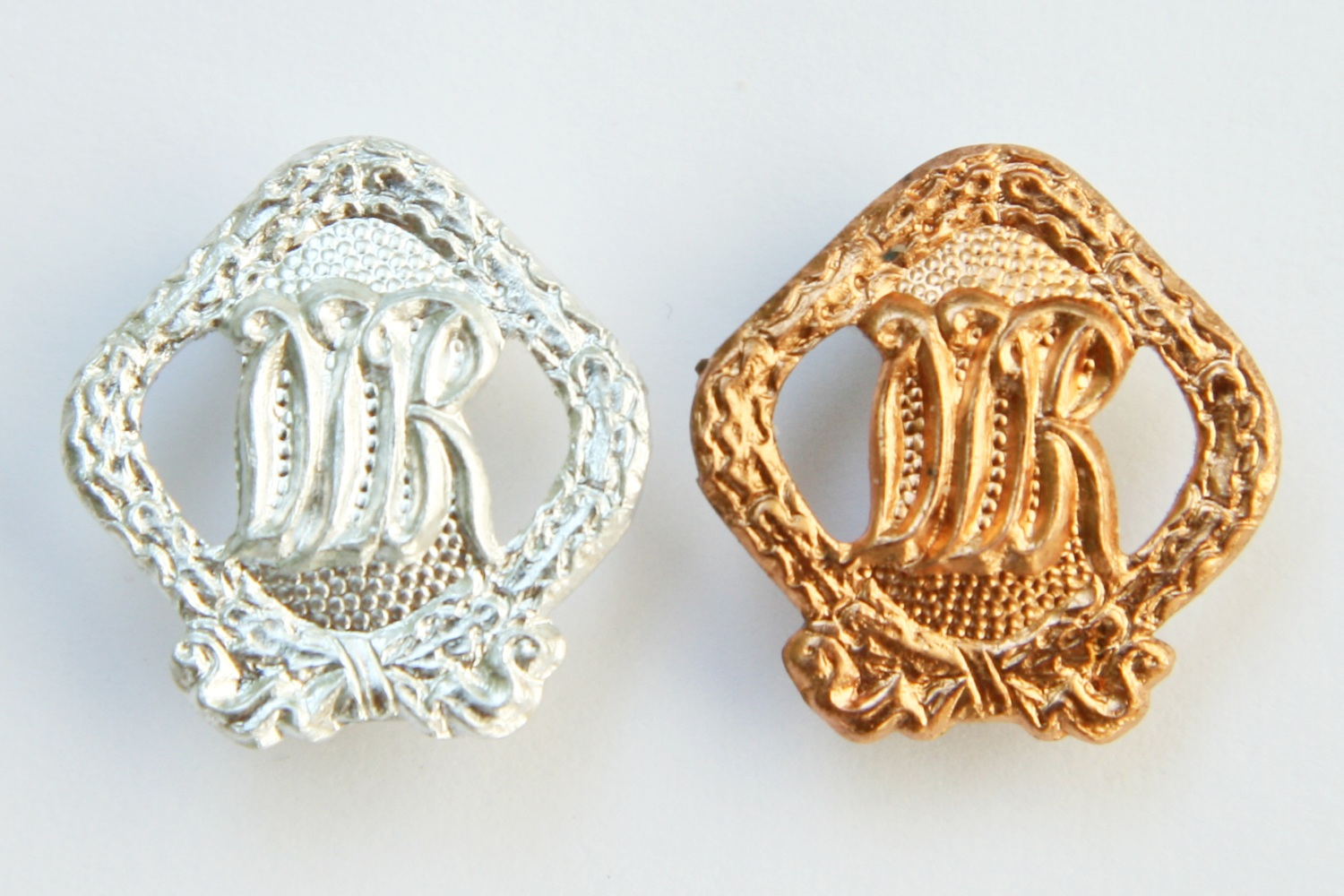
Insignes sportifs pour enfants de la RDA en argent et en bronze des années 1980

### Insignes sportifs
Les insignes sportifs sont utilisés en RDA à partir de 1950. Les performances exigées sont déterminées en fonction de l'âge. En natation, course, saut, lancer de poids, lutte et agrès, le niveau de performance exigé doit être atteint en 24 mois. La hiérarchisation des insignes en or, argent et bronze traduit différents niveaux de performances.

### Classement sportif
Pour entrer dans le classement sportif, il faut répondre à certains critères de performance. Le classement est divisé en catégories allant de la classe III à la classe I et la distinction d'État "Meister des Sports" (maître du sport). Ce classement est appliqué pour différents sports, y compris les sports qui ne sont pas de compétition tels que la randonnée et l'escalade.
Le titre honorifique de "Maître du sport" est remis aussi bien aux sportifs qu'aux entraîneurs, scientifiques du sport et fonctionnaires des métiers du sport.

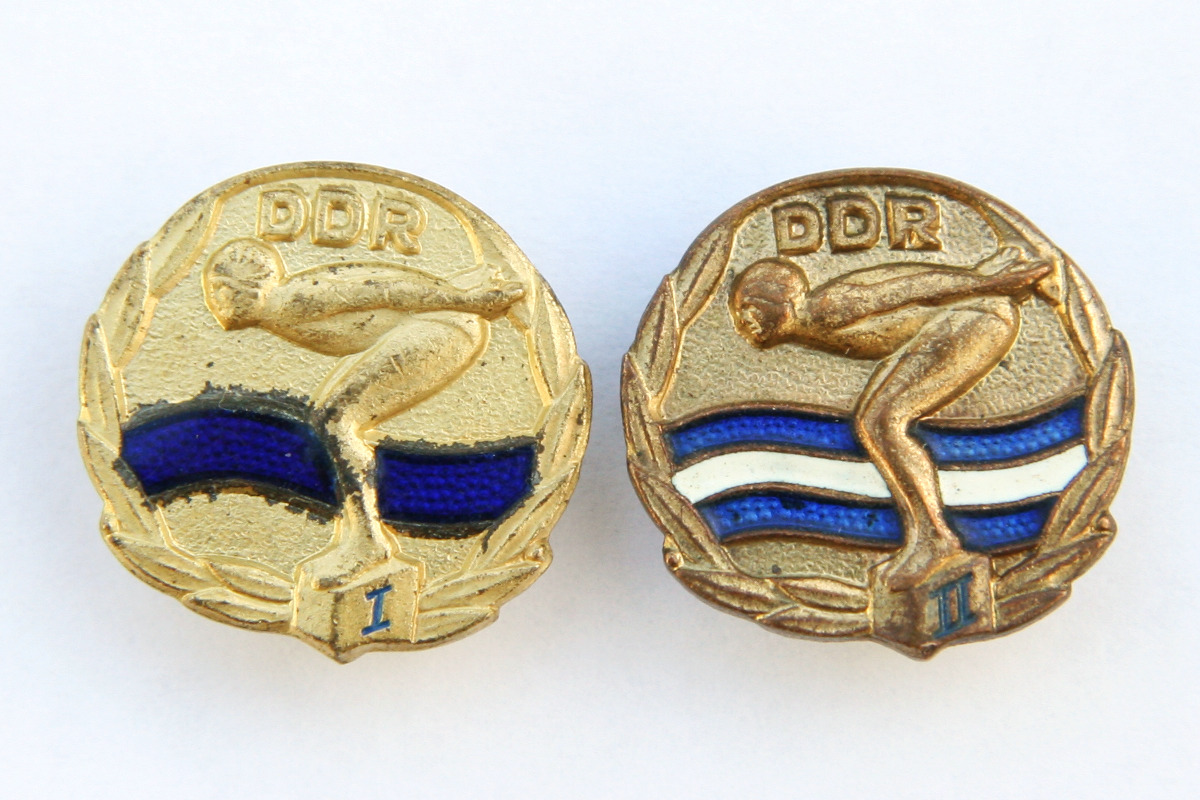
Insignes pour les catégories 1 et 2 de natation

### Insignes en natation
En natation, trois insignes de niveaux différents existent en RDA pour récompenser les performances des enfants et adolescents dans cette discipline. Aux niveaux 1 et 2, aucune limite de temps n'est imposée pour les longueurs, contrairement au niveau 3, pour lequel il faut respecter un temps minimum défini selon l'âge du nageur.

### Sports les plus courants
D'après une enquête menée en 1986, les sports pratiqués par les écoliers et écolières sont très diversifiés mais les sports les plus populaires sont ceux qui font partie des programmes scolaires des filles comme des garçons. La répartition de la pratique sportive se fait comme suit :
| Rang | Filles en école polytechnique secondaire (POS) | Filles en école polytechnique secondaire (POS) | Filles en école professionnelle | Filles en école professionnelle | Garçons en école polytechnique secondaire (POS) | Garçons en école polytechnique secondaire (POS) | Garçons en école professionnelle | Garçons en école professionnelle |
| ---- | ---------------------------------------------- | ---------------------------------------------- | ------------------------------- | ------------------------------- | ----------------------------------------------- | ----------------------------------------------- | -------------------------------- | -------------------------------- |
| 1    | 16 %                                           | Athlétisme                                     | 12 %                            | Volley-ball                     | 22 %                                            | Football                                        | 29 %                             | Football                         |
| 2    | 9 %                                            | E.P.S.                                         | 9 %                             | Athlétisme                      | 11 %                                            | Athlétisme                                      | 7 %                              | Volley-ball                      |
| 3    | 9 %                                            | Handball                                       | 9 %                             | Gymnastique                     | 8 %                                             | Handball                                        | 6 %                              | Handball                         |
| 4    | 8 %                                            | Gymnastique                                    | 7 %                             | Handball                        | 4 %                                             | Volley-ball                                     | 5 %                              | Athlétisme                       |
| 5    | 5 %                                            | Volley-ball                                    | 5 %                             | Natation                        | 4 %                                             | Judo                                            | 5 %                              | Tennis de table                  |
| 6    | 5 %                                            | Natation                                       | 4 %                             | Tennis de table                 | 4 %                                             | Natation                                        | 3 %                              | Judo                             |
| 7    | 3 %                                            | Tennis de table                                | 3 %                             | E.P.S.                          | 4 %                                             | Tennis de table                                 | 2 %                              | Bowling                          |

## Le sport de haut niveau

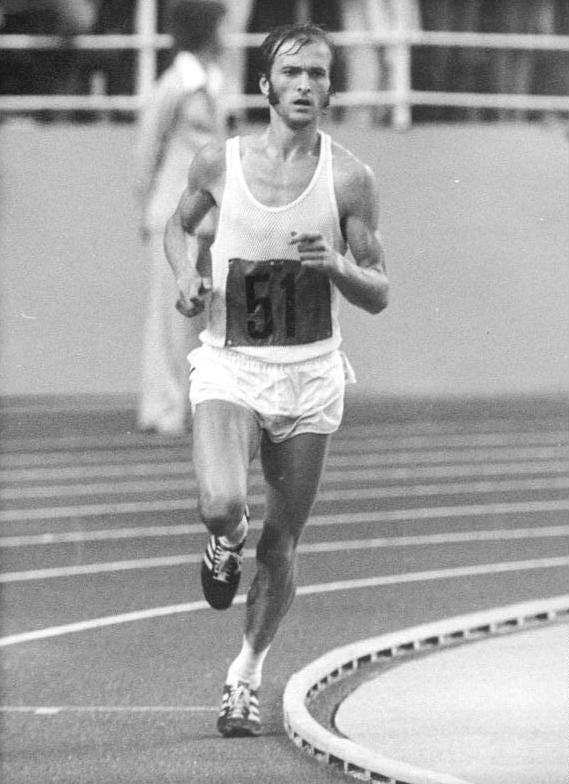
Première victoire olympique de Waldemar Cierpinski en marathon, Jeux olympiques d'été de 1976 à Montréal

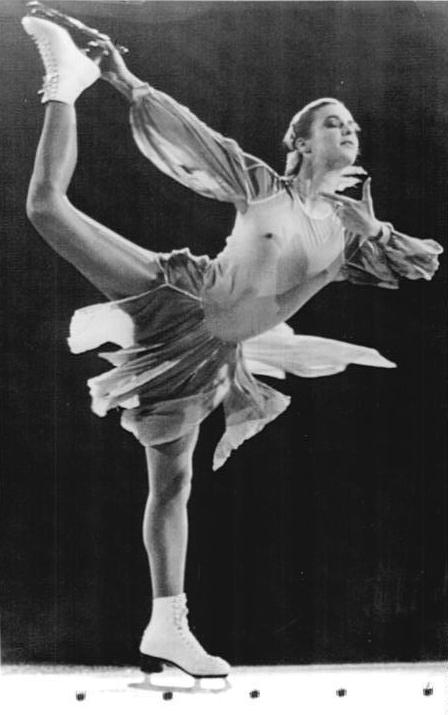
Katarina Witt, 1987

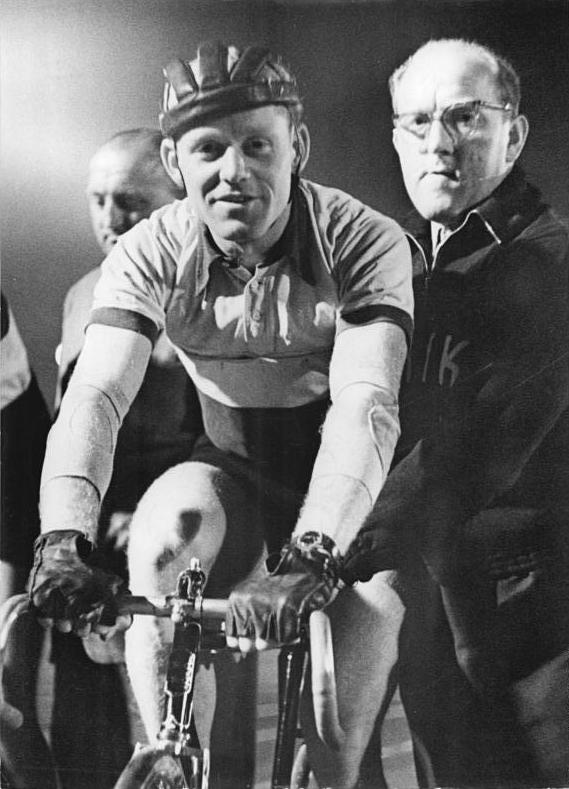
Gustav-Adolf Schur dit "Täve", et son entraîneur Herbert Weisbrodt, 1957

Afin de promouvoir le sport de compétition, les amicales sportives de RDA créent, dès 1954, de nombreux clubs destinés à l'entraînement des sportifs. Le financement du sport de haut niveau suit d'abord les principes soviétiques mais la RDA développe très rapidement sa propre méthode d’entraînement, qui s'appuie davantage sur les prédispositions génétiques. Les sportifs formés dans ces centres d'entraînement financés par la RDA atteignent un nombre incroyable de records du monde et d'Europe dans de nombreux sports, principalement en natation, en sports d'hiver, en cyclisme, athlétisme et haltérophilie. Avec la préparation des Jeux olympiques d'été de 1972, les disciplines sportives de haut niveau jugées les plus prometteuses sont privilégiées par rapport aux autres, conformément à une décision de 1969. Cette décision permet d'augmenter les dépenses pour le sport de compétition mais elle retire en contrepartie le financement aux disciplines telles que le basket-ball, le hockey, le water-polo, le ski alpin et le pentathlon. Les coupes budgétaires sont considérables pour les fédérations sportives concernées. Les sportifs de haut niveau des disciplines délaissées sont alors intégrés dans les communautés sportives de sport amateur. Dans les années 1950, la RDA participe activement aux courses automobiles,. Par la suite, ce sont principalement les courses de moto, de motocross et de rallye, comme le Concours International des Six Jours d'Enduro avec le constructeur MZ, qui font la renommée de la RDA. 
Le grand succès des sportifs de RDA s'explique par la promotion systématique des sports enseignés dans les écoles. Après la réunification, l'incroyable part de réussites sportives allemandes due aux sportifs formés en ex-RDA témoigne, entre autres, de l'efficacité de la promotion du sport en RDA.
Le soutien du sport de haut niveau en RDA avait notamment pour but de renforcer la confiance des citoyens en leur régime politique. La mise en avant des succès sportifs doit faire gagner en prestige international et démontrer la supériorité du socialisme. Les sportifs de haut niveau étaient aussi des « diplomates en survêtement ». Enfin, les militaires sportifs d'élite ont joué un rôle important pour le sport de haut niveau en Allemagne de l'Est. Ils bénéficiaient d'entraînements dans des conditions professionnelles au sein de clubs militaires tels que l'Armée populaire nationale (NVA) ou encore la Sportvereinigung Dynamo, les associations sportives des agences secrètes de RDA (VP, MfS). Cette promotion intensive a permis aux militaires sportifs d'élite de la RDA de remporter de nombreuses victoires au niveau européen et mondial, et à l'occasion des Jeux olympiques.
Les sponsors sont rares en RDA. Cependant, de nombreuses communautés sportives corporatives (BSG) financent et promeuvent, même dans les endroits reculés, les activités, les ouvrages et les combinats. Le cyclisme est l'un des rares sports a bénéficier de sponsors, grâce au soutien financier de l'Italie et de l'Angleterre. Des entreprises telles que Colnago et Reynolds ont sponsorisé l'équipe de RDA et soutiennent encore aujourd'hui des équipes de coureurs professionnels. Quant à Campagnolo, l'équipementier de cyclisme, il suit de près les succès des sportifs de RDA et les soutient jusqu'à la chute du régime.
Aussi surprenant que cela puisse paraître, même les sportifs de compétition, dans beaucoup de disciplines, partagent leur temps entre sport et entreprise où ils travaillent hors saison. En effet, la somme d'argent engrangée par les sportifs de RDA pour leurs prouesses et leurs médailles n'est pas comparable aux salaires des sportifs d'Allemagne de l'Ouest. Le fait de continuer à travailler est également un moyen de faciliter leur reconversion éventuelle.

### Championnats internationaux
La RDA a remporté 203 fois l'or olympique sur 755 médailles olympiques. 768 champions du monde et 747 champions d'Europe viennent d'Allemagne de l'Est.
Entre 1956 et 1964, les sportifs de RDA participent aux Jeux olympiques sous les couleurs de l'équipe unifiée. La nouvelle équipe allemande se présente sous le drapeau olympique avec pour hymne l'Ode à la joie de Beethoven. En 1968, sur demande du Comité international olympique (CIO), la RDA est autorisée à se présenter aux Jeux pour la première fois sous le nom d'équipe d'Allemagne de l'Est, sans pour autant changer le drapeau (noir-rouge-or, avec les anneaux olympiques en imprimé) et en gardant le même hymne national. Ce n'est qu'à partir de 1972 que les sportifs d'Allemagne de l'Est se présentent avec leur propre drapeau et leur propre hymne.

### Tableaux des médailles de la RDA aux Jeux olympiques
|       | Jeux d'été  | Jeux d'été             | Jeux d'été             | Jeux d'été             | Jeux d'été             | Jeux d'hiver      | Jeux d'hiver | Jeux d'hiver | Jeux d'hiver | Jeux d'hiver       |
| Année | Lieu        | Or                     | Argent                 | Bronze                 | Classement général     | Lieu              | Or           | Argent       | Bronze       | Classement général |
| 1956  | Melbourne   | 1                      | 4                      | 2                      |                        | Cortina d'Ampezzo | 1            | 0            | 5            |                    |
| 1960  | Rome        | 3                      | 9                      | 7                      |                        | Squaw Valley      | 2            | 1            | 0            |                    |
| 1964  | Tokyo       | 3                      | 11                     | 5                      |                        | Innsbruck         | 2            | 2            | 0            |                    |
| 1968  | Mexico      | 9                      | 9                      | 7                      | 5                      | Grenoble          | 1            | 2            | 2            | 10                 |
| 1972  | Munich      | 20                     | 23                     | 23                     | 3                      | Sapporo           | 4            | 3            | 7            | 2                  |
| 1976  | Montréal    | 40                     | 25                     | 25                     | 2                      | Innsbruck         | 7            | 5            | 7            | 2                  |
| 1980  | Moscou      | 47                     | 37                     | 42                     | 2                      | Lake Placid       | 9            | 7            | 7            | 2                  |
| 1984  | Los Angeles | (boycottés par la RDA) | (boycottés par la RDA) | (boycottés par la RDA) | (boycottés par la RDA) | Sarajevo          | 9            | 9            | 6            | 1                  |
| 1988  | Séoul       | 37                     | 35                     | 30                     | 2                      | Calgary           | 9            | 10           | 6            | 2                  |

Entre 1956 et 1964 les sportifs de l'Est et de l'Ouest constituent une seule et même équipe olympique.
Médailles remportées conjointement avec l'équipe d'Allemagne de l'Ouest (compris dans le tableau des médailles) :
- 1956 : médaille de bronze pour l'équipe de cyclisme sur route
- 1960 : médaille d'or en kayak
- 1960 : deux médailles de bronze en natation chez les dames
- 1964 : trois médailles d'argent en natation chez les hommes
- 1964 : deux médailles de bronze pour l'équipe de gymnastique masculine et en équitation militaire

## Le rôle du sport dans le conflit sur la reconnaissance de la RDA

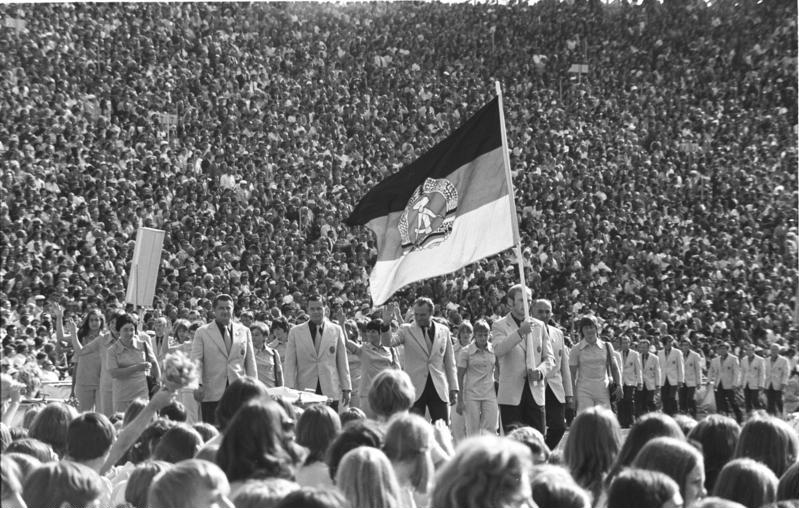
L’équipe de la RDA et son drapeau lors de la cérémonie d’ouverture des Jeux olympiques de 1972 à Munich

La RDA a vu dans le sport l’opportunité de gagner une visibilité internationale et en a profité, ce que la RFA a tenté de contrer de plusieurs façons.
Après plusieurs frictions entre les comités ouest et est-allemands sur l’appartenance au CIO et aux clubs sportifs internationaux ainsi que sur la création d’une équipe olympique unifiée d'Allemagne, un nouveau sujet de désaccord naît le 1er octobre 1959 avec l’apparition du marteau et du compas sur le drapeau officiel de la RDA. Un arrêté de la RDA du 1er octobre 1959 stipule que le drapeau devrait être hissé lors de tous les événements sportifs internationaux auxquels le pays participerait.
Le 4 novembre 1959, le Ministère de l’Intérieur ouest-allemand promulgue une directive contre « le drapeau soviétique ». La directive déclare l’exposition du drapeau de la RDA comme « violation de la Constitution, et donc de l’ordre public ». Les athlètes de la République fédérale sont tenus d’éviter le drapeau de RDA. Sur les conseils de l'Office des Affaires étrangères, l’équipe de la RFA refuse alors d’affronter l’équipe de RDA lors des championnats du monde de hockey sur glace en mars 1961 à Genève. En effet, en cas de défaite, l’équipe ouest-allemande aurait dû se plier au protocole en entonnant l’hymne allemand et en portant le drapeau de la RDA. Finalement, à la suite de l'annulation de la rencontre, on attribue d'office un score de 5-0 en faveur de la RDA et l’équipe de la RFA finit dernière de sa poule.
Après la cémentation des frontières interallemandes, le Président du Comité national olympique ouest-allemand et le Comité directoire de la fédération sportive allemande adoptent le 16 août 1961 les Résolutions de Düsseldorf : les manifestations sportives auxquelles participeraient des équipes est-allemandes ne sont plus autorisées en RFA. Les athlètes ouest-allemands ne peuvent plus participer aux championnats nationaux ou internationaux en RDA. De plus, en septembre 1961, pressé par le gouvernement fédéral, un accord est conclu ; celui-ci interdit aux sportifs est-allemands de se rendre dans les pays membres de l’OTAN. Cette interdiction durera jusqu’en 1964-1965. Elle se heurte au refus des clubs sportifs nationaux des pays occidentaux et n’empêche pas les athlètes de ces états de continuer à se montrer pleinement respectueux lors des championnats se déroulant en RDA.
L’équipe de la RDA se voit interdire l’entrée sur le territoire américain pendant les championnats du monde de hockey sur glace en 1962 aux États-Unis. L’URSS et la Tchécoslovaquie réagissent et soutiennent la RDA en refusant de concourir. La même année, lors des Championnats du monde de ski alpin en France, les athlètes est-allemands sont à nouveau interdits d’entrée. La Fédération internationale de ski (FIS) retire à la compétition son statut de championnats du monde. Ces vaines tentatives d’isolement finissent par jouer en faveur de la RDA. En 1965, le Comité national olympique est-allemand ne reçoit que 5 voix contraires parmi les 59 membres du Comité Olympique International (CIO) et obtient ainsi une reconnaissance à part entière et le droit de disposer de sa propre délégation olympique. La RFA abandonne par conséquent le blocus des échanges sportifs interallemands.
En 1968, le Comité olympique national est-allemand fait également reconnaître le droit d'arborer son propre drapeau. Le gouvernement ouest-allemand se voit ainsi confronté à la perspective de devoir accepter le drapeau et l’hymne de la RDA lors des Jeux olympiques d'été de 1972 à Munich, à moins de renoncer à leur organisation. Les villes de Montréal, Moscou et Leipzig constitueraient dans ce cas des alternatives pour les accueillir. Le 18 décembre 1968, le gouvernement fédéral de l’époque décide d’honorer les exigences du CIO et de garantir l’application du protocole olympique lors des Jeux de Munich .
En mars 1969, lors d’une démonstration de l’équipe nationale de RDA à Mayence, le drapeau officiel de la RDA est confisqué par l’Office fédéral de la protection de la constitution malgré les protestations de l'équipe et le mécontentement des spectateurs,. Cette histoire a un fort retentissement et l’interdiction pesant sur le drapeau est-allemand en RFA est levée en 1970,.

## Le problème du dopage
Les fonctionnaires, médecins et entraîneurs sont prêts à risquer la santé des athlètes au nom de la réussite sportive. Après l’effondrement de la RDA, les éléments concernant le dopage commencent à faire surface. Dans le cadre du programme de dopage mis en place par l’État, connu sous le nom de code « Staatsplanthema 14.25 », les athlètes étaient dopés sans le savoir par les entraîneurs et médecins sportifs. Le Turinabol, stéroïde anabolisant oral produit par VEB Jenapharm était fréquemment utilisé. Les mineurs absorbaient malgré eux des substances dopantes contenues dans leur "cure de vitamines". Entre 10 000 et 20 000 sportifs ont été soumis à ce programme de dopage.
Le gouvernement investissait chaque année environ 5 millions de marks dans la recherche sur le dopage. L’ Institut de Recherche pour l’éducation physique et le sport (de) (Forschungsinstitut für Körperkultur und Sport ou FKS), fort de ses 600 employés, en est l’un des piliers. L’Institut a travaillé à lui seul durant le cycle olympique 1984-1988 sur pas moins de 21 projets de recherche au sujet du dopage. Le Pr. Dr. Hans Schuster, qui a été le directeur de l’Institut pendant plusieurs années, estime que « sans l’administration de stéroïdes anabolisants, il n’aurait pas été possible de garder la suprématie internationale. » 
Manfred Höppner, directeur suppléant du Service de Médecine Sportive de la RDA (SMD), a résumé en 1977 « l’état des lieux de l’administration d’adjuvants » de la façon suivante : 

« Les hormones anabolisantes, qu’on appelle également stéroïdes anabolisants, représentent la majeure partie des préparations utilisées jusqu’à présent. Elles sont utilisées dans le sport de compétition est-allemand depuis 1966 et on en a tout particulièrement fait usage lors des préparations aux Jeux olympiques en 1972 et 1976. Elles sont désormais administrées dans toutes les disciplines sportives à l’exception de la voile et de la gymnastique (féminine), à presque toutes les présélections des équipes I et II (A et B), c’est-à-dire à toutes les présélections pour l’équipe nationale des associations sportives. […] Dans les disciplines sportives où les performances sont mesurables, ce coup de pouce est mis en évidence par la distance, le chrono ou le poids. […] L’utilisation actuelle des hormones anabolisantes a provoqué des lésions irréversibles chez beaucoup de femmes, en particulier des nageuses. Le dopage a par exemple provoqué la virilisation de certaines femmes : développement de la pilosité, mue de la voix, troubles de la croissance… »

— Compte-rendu d’une rencontre de collaborateurs non officiels (Manfred Höppner) du 3 mars 1977, BTSU MFS ZA A 637/79.
Les victimes du dopage d’État est-allemand avaient plus de risques de développer des cancers, des maladies cardiovasculaires, des insuffisances hépatiques et de souffrir de lésions osseuses. Les athlètes féminines dopées étaient également plus exposées au risque de fausse couche. Andreas Krieger a subi une opération pour changer de sexe à la suite d'une absorption excessive d’hormones. Les spécialistes du sport estiment que 2 % des décès d’athlètes est-allemands sont imputables au dopage, qui a également laissé de graves séquelles chez au moins mille athlètes dopés contre leur gré. Une loi, ratifiée en 2002, reconnaît à 194 victimes le droit à une indemnisation d’un montant de 10 438 €. En 2006, 167 victimes obtiennent un versement de 9 250 € d’indemnisation. L’association Doping-Opfer-Hilfe assiste les victimes du dopage dans leurs démarches juridiques.
En 2000, Manfred Ewald et Manfred Höppner sont condamnés respectivement à des peines de 22 et 18 mois de prison avec sursis pour avoir été complices à 20 reprises du dopage d’athlètes mineurs ayant entraîné des lésions corporelles. , Lothar Kipke, médecin de la Fédération de Natation de l’ex-RDA, est condamné à 15 mois de prison avec sursis. D'une manière générale, la participation au dopage d’État n'a pas donné lieu à des poursuites judiciaires. Dans certains cas les procédures se terminaient par un non-lieu en échange d’une compensation financière. Après 1990, des médecins et entraîneurs associés au dopage d’État dans l’ex-RDA ont continué d’exercer dans l’Allemagne réunifiée. Certains sportifs à l’instar de Gesine Tettenborn ont demandé à faire disparaître des listes les records obtenus grâce au dopage.

## La fuite des sportifs
De nombreux sportifs de la RDA profitent de leur plus grande liberté de circulation pour quitter définitivement l’Allemagne de l’Est. Entre 1952 et 1989, le Ministère de la Sécurité d'État, plus connu sous le nom de Stasi, recense 615 sportifs alors qualifiés de traîtres. Lorsque les sportifs parviennent à s’enfuir, la Stasi n’hésite pas à les menacer ou à faire appel à leurs proches pour les pousser à revenir. Si leur tentative n’aboutit pas, la presse étatique est chargée de les discréditer aux yeux du public. Ils sont même occasionnellement rayés des listes officielles de champions médaillés et les photos d’équipe sont retouchées pour qu’ils n’y apparaissent plus.

## La fin du modèle sportif de RDA

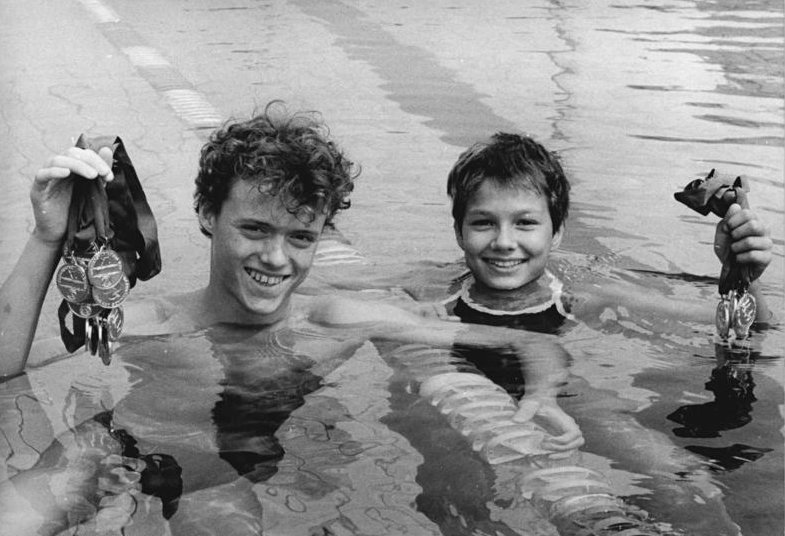
Franziska van Almsick, la future championne du monde déjà médaillée en 1989 lors de la 13e “Jugendspartakiade”, une compétition réservée aux enfants et aux jeunes en RDA.

Dans le cadre de la réunification allemande, le modèle élaboré par la RDA pour le sport de haut niveau se voit absorbé par la structure organisationnelle fédérale. Or, le déclin de ce modèle est-allemand ne s’accompagne d’aucune législation cadre. Et même les efforts du gouvernement fédéral et de la Fédération sportive (DSB) est-allemande pour favoriser les loisirs et le sport amateur au sein des nouveaux Länder restent assez modérés. Malgré les idées proposées par le Ministère des Cultes de Rhénanie-du-Nord-Westphalie et la fédération sportive de l’ex-RDA (Deutscher Turn- und Sportbund ou DTSB) pour la prise en compte du sport amateur, ce dernier demeure absent du traité d’unification de l’Allemagne.
Lors du championnat d'Europe d’athlétisme qui se tient à Split entre août et septembre 1990, la RDA réaffirme une dernière fois sa réputation de nation du sport. La RFA doit quant à elle faire face à la hargne de la presse locale qui met en avant les résultats décevants des athlètes ouest-allemands. Quelques jours plus tard, le 7 septembre 1990, à l’occasion d’un sommet pour le sport avec le Chancelier Helmuth Kohl, Willi Daume, alors président du Comité national olympique de la République fédérale d'Allemagne (Allemagne de l’Ouest) souligne le fait que la RDA a fait du sport de haut niveau sa marque de fabrique. Selon lui, l’effondrement du modèle sportif de RDA ne devrait pas être un sujet politique. Le sommet en question ne traite donc pas du sport amateur qui est laissé à la direction des différents Länder (divisions administratives allemandes comparables aux régions françaises).
À partir de septembre 1990, chaque Land obtient sa propre fédération sportive. La fédération sportive de l’ex-RDA (DTSB) est officiellement dissoute le 5 décembre 1990.
La nouvelle organisation des fédérations sportives de l’Allemagne maintient les fonctionnaires ouest-allemands sans revoir leurs statuts ; les fonctionnaires est-allemands s'en trouvent désavantagés. À titre d’exemple, Wilfried Windol, président de la fédération de natation en ex-RDA, ne reçoit qu’un poste de représentant de quatrième rang et perd son droit de vote à l’Assemblée générale.
Le repérage des talents souffre également du nouveau modèle sportif. En ex-RDA, ce repérage est mené méthodiquement sur toute une période transitoire que les jeunes passent dans un centre d’entraînement local. Dès leur ouverture, les centres de formations de jeunes talents sportifs sont alimentés en continu par des élèves passionnés de sport. Mais ils abritent de moins en moins de talents. L’abolition des archétypes parmi les différentes disciplines sportives engendre en effet une perte d’intérêt individuel de la part des sportifs. Enfin, dans le nouveau modèle de société de l’Allemagne unifiée, beaucoup de parents n’ont simplement plus les moyens de payer à leurs enfants un séjour en internat.
Le sport amateur a dû s’adapter. Les communautés sportives corporatives (BSG) ont été dissoutes et transformées en clubs à la suite de l’arrêt des subventions par les entreprises partenaires parfois elles-mêmes liquidées. De nombreux présidents émérites et de sportifs ont dû se reconvertir professionnellement et ont déserté l’activité sportive, entraînant avec eux le déclin du sport amateur.
À la suite de l'effondrement du modèle sportif de RDA, les athlètes est-allemands qui avaient fait le succès de la RDA se retirent progressivement. Le nombre de médailles attribuées à l’Allemagne ne cesse de chuter. Les chiffres des Jeux olympiques d’été en témoignent nettement :
- 1992 : 82 médailles, dont 33 d’or, 21 d’argent, 28 de bronze (3e au classement général)
- 1996 : 65 médailles, dont 20 d’or, 18 d’argent, 27 de bronze (3e au classement général)
- 2000 : 56 médailles, dont 13 d’or, 17 d’argent, 26 de bronze (5e au classement général)
- 2004 : 48 médailles, dont 14 d’or, 16 d’argent, 18 de bronze (6e au classement général)
- 2008 : 41 médailles, dont 16 d’or, 10 d’argent, 15 de bronze (5e au classement général)
- 2012 : 44 médailles, dont 11 d’or, 19 d’argent, 14 de bronze (6e au classement général)

## Films
- Mit allen Mitteln - Doping in der DDR. Real productions, documentaire, 53 minutes (en allemand)
- Die Goldmacher – Sport in der DDR. Documentaire, Allemagne, 2008, 94 minutes (en allemand)

## Source de la traduction
- (de) Cet article est partiellement ou en totalité issu de l’article de Wikipédia en allemand intitulé « Sport in der DDR » (voir la liste des auteurs).